# Пильчик, Губерт
Губерт Пильчик (чеш. Hubert Pilčík) (14 октября 1891 года, Новы Грозенков, Австро-Венгрия — 9 сентября 1951 года, Пльзень, Чехословакия) — чехословацкий серийный убийца. В 1948—1951 годах убил, по меньшей мере, 5 человек. Точное количество его жертв не известно. По предположениям некоторых исследователей, возможно, на его счету самое большое количество жертв в истории Чехословакии.

## Биография
Работал слесарем на заводах «Škoda» в Пльзене. Женился на Антонине, которая была на 11 лет его младше. Брак был бездетным.
Жил в Сенце и имел среди соседей и знакомых очень хорошую репутацию. Зарекомендовал себя травником и любителем природы. В период деятельности королей Шумавы зарекомендовал себя как отличный проводник через железный занавес. При этом втайне убивал некоторых беглецов и похищал их имущество. Кроме того, как было доказано следствием, грабил дома соседей.
Дома у него хранился небольшой арсенал оружия, включая английский пистолет-пулемёт Стен, австрийский пистолет марки Roth-Steyr, калибра 8 мм, чехословацкий пистолет CZ калибра 7.65 мм, английский револьвер, немецкий нож парашютиста, с выбросным лезвием с металлическим сердечником.
Всё же часть беглецов доставил до места, как предполагается, из-за того, что у них не было, что брать, а также чтобы заработать себе репутацию в кругах беглецов от коммунистического режима.

## Преступления
Одним из тех, кого Пильчик взялся провести, был и Эмануель Баллей с дочерью Ренатой. 6 марта 1951 года, в роще Липовка, убийца ударил Эмануеля по затылку, а затем, облив машинным маслом, поджег. При вскрытии в венах Баллея были найдены следы кипящей крови, это показывает, что Баллей был сожжён заживо. Ренату Баллей Пильчик оглушил мешочком с песком, задушил, а затем закопал в песчаной яме в лесу. Здесь её 20 июля нашли дети. Для идентификации использовался слепок зубов, с которым полиция обошла дантистов Пльзеня. Один из них узнал свою работу в нетрадиционном декоре одного из зубных протезов, и назвал имя пациентки.
Пильчику также удалось заманить к себе племянницу Ренаты Баллей, Даниелу Баллееву (12 лет), которую он привязал к доскам козьего хлева, чтобы о ней не прознала его жена. Там же он пытал и насиловал девочку. Чтобы заглушить её крики, он надел ей на голову коробку с двойными стенками, заполненную тряпками. Пильчик заставил Даниелу писать письма, чтобы поддержать его репутацию проводника из Чехословакии на Запад.
Тела Эмануеля и Ренаты Баллей привели следователей к тёте Ренаты, которая не пошла с ними за границу из-за плохой погоды и боязни идти через лес ночью. Она вначале отказалась сотрудничать со следствием, так как думала, что те расследуют дело о незаконном пересечении границы. После того, как она узнала, что найдено тело её племянницы, она сообщила следователям адрес Пильчика.
6 сентября силы полиции окружили дом и два сотрудника вошли в него, под предлогом смены электрических счётчиков. Полиция нашла в доме множество личных вещей и документов. Следствием было установлено, что, кроме Баллеев,  как минимум три человека стали жертвами Пильчика. Даниелу Беллееву полиция обнаружила при осмотре прилегающего участка леса живой, но в ужасном физическом и психологическом состоянии. Она рассказала о заключении и пытках, которые к ней применялись. Сам Пильчик отпирался, юлил и менял показания. Убийства, явно им совершённые, отрицал, и наоборот, признавался в убийствах людей, которые были живы.
В конечном счёте он был обвинён в убийствах пяти людей, пособничестве нелегальному переходу границы, незаконному хранению оружия, изнасиловании, незаконном заточении, жестоком обращении, растлении несовершеннолетней, мошенничестве и кражам. Процесс против Пильчика не состоялся, так как он повесился 9 сентября 1951 года в своей камере.

## Число жертв и операция «Камень»
Фактическое число жертв Пильчика так никогда и не было установлено. Очень вероятно, что Пильчик убил намного больше людей, чем было установлено следствием. Поиск пропавших без вести во время побега за рубеж был очень проблематичным, как и сотрудничество с родственниками нелегальных эмигрантов. Пильчик утверждал, что личные вещи, владельцы которых не были установлены, он получил в качестве оплаты за перевод границы. Во время побега за границу люди брали с собой драгоценности, одежду, документы. Драгоценности можно было в ФРГ обменять на деньги. Жена Пильчика тоже не помогла в раскрытии дела. Она вообще отрицала, что знала что-либо.
После смерти Пильчика прошёл слух, что он являлся тайным сотрудником StB и был задействован в операции «Камень», направленной на выявление проводников и людей, пытающихся покинуть страну нелегально. Использовались подставные проводники и специально оборудованная ложная граница, после перехода которой люди в эйфории от удачного перехода попадали в руки сотрудников госбезопасности.
То, что Пильчик был сотрудником госбезопасности, вполне допустимо, однако никаких доказательств этого факта нет. Всё же у Пильчика имелось специальное разрешение на передвижение в приграничной зоне, которое не выдавалось простым жителям района. Много подозрений вызвало также и его самоубийство. Он повесился в камере на жгуте, сделанном из двух носовых платков.

## В культуре
- Голова Пильчика хранится в институте судебной медицины в Пльзене.
- Дело Пильчика стало одной из основ (наряду с делом королей Шумавы) для сценария серии «Изверги» (чеш. Bestie) из цикла «Тридцать случаев майора Земана» (чеш. 30 případů majora Zemana).
- В 2010 году на основе дела был снят фильм «Красавица и чудовище 1950» (чеш. Kráska a netvor 1950). В фильме фамилия Пильчика была изменена на Сивок, а главные роли сыграли Клара Иссова и Томаш Тёпфер.